# Il principe predestinato
Il principe predestinato è una favola appartenente alla letteratura egizia antica.

Le vicende risalgono al Nuovo Regno; è una favola ricca di testimonianze di epoche più antiche, come quelle delle fiabe orali. Certamente, nel corso delle generazioni, il materiale orale è stato reinterpretato in un contesto socioculturale manifestatosi tramite la scrittura e la scuola. Talvolta i temi originari vengono riveduti a fini politici, religiosi e morali. Il faraone della fiaba non è identificabile con nessun personaggio noto, quindi è privo di un nome e di un volto distinguibili e gli eventi non sono storici, ma ambientati in un mondo lontano, senza tempo.

## Storia
Il racconto ci è pervenuto con il papiro Harris 500 risalente alla XIX dinastia e conservato presso il British Museum.
La fiaba è incompleta e il lettore può solamente immaginare l'esito finale della storia. Nonostante questo limite, la fiaba ha un valore pregevole, non solo per l'antichità della sua origine, ma anche perché raccoglie, anticipandoli, molti temi che saranno al centro nelle fiabe delle epoche seguenti. Inoltre emerge, prepotentemente, una nuova energia divina che irrompe sulla vita del mondo, ossia il destino.

## Trama
Grazie all'intervento degli dei, un re riesce ad avere un figlio, ma le sette hathor (hathor in questo caso corrisponde ad una fata delle nostre favole), interpellate per predire il suo destino, enunceranno una morte a causa del morso di un animale.

Il re non si rassegna e costruisce per il bambino un castello ubicato in un deserto. Il giovane principe non può vivere isolato e in solitudine e così ottiene la compagnia di un cane cucciolo, con il quale vivrà una lunga serie di avventure, anche perché il giovane dimostra di voler seguire il suo destino, qualunque esso sia. Quindi il giovane principe si allontana dal castello paterno, alla guida di un carro attrezzato di ogni genere di armi, accompagnato oltre che dal fido cane, anche da un servo a mo' di scudiero.
Durante il suo cammino raggiunge le terre del principe di Siria, luogo nel quale è in atto una particolare gara che prevede l'ottenimento della mano della figlia del principe a colui che riesca a raggiungere la sua finestra. Il principe predestinato sbaraglia il campo e supera persino la diffidenza e il razzismo del principe di Siria che accetta, infine, le condizioni chieste dalla felice e innamorata figlia.
Il principe riesce a rintuzzare, grazie all'abilità della moglie che conosce la sua maledizione, l'assalto di un serpente e la fiaba termina quando il giovane appare immerso in una situazione difficile, alle prese con un coccodrillo che sta combattendo una lotta spietata con un genio del fiume: il coccodrillo promette di non uccidere il principe se questo l'aiuterà a sconfiggere il demone.